# Ahmed el-Tayeb
Le cheikh Ahmed Mohamed el-Tayeb (arabe : أحمد محمد أحمد الطيب), né le 6 janvier 1946 à Louxor en Égypte, est depuis 2010 le 44e imam de la mosquée Al-Azhar Al-Sharif.

## Formation et contributions en théologie
El-Tayeb a étudié la pensée islamique à la Sorbonne, y obtenant un doctorat puis y enseignant comme professeur invité, ainsi qu'à l'université de Fribourg en Suisse (1989). Il a traduit plusieurs œuvres de théologie du français en arabe, notamment Le Sceau des Saints dans La Doctrine d'Ibn Arabi de Michel Chodkiewicz en 1998, ou l'Histoire et classification de l’œuvre d’Ibn Arabi d'Osman Yahia (1992).
Il publie plusieurs œuvres de pensée et d'exégèse islamique, notamment sur le penseur islamique du XIVe siècle al-Taftazani (1997).

## Dans les universités islamiques
Professeur de philosophie et de théologie à l'université al-Azhar depuis le 6 janvier 1988, il exerce diverses fonctions dans d'autres universités théologiques : doyen de la faculté d'études islamiques de Qena (Égypte) en 1990-1991, doyen de la faculté d'études islamiques d'Assouan (Égypte) de 1995 à 1999, doyen de la faculté de théologie de l'université islamique internationale d'Islamabad (Pakistan) de 1999 à 2000.
El-Tayeb est de mars à septembre 2003 grand mufti d'Égypte, puis de 2003 à 2010 recteur de l'université Al-Azhar.
Il est membre de plusieurs observatoires sur l'Islam, notamment président du Comité religieux de la radio et télévision égyptienne.

## Imam de la mosquée d'Al-Azhar
Il succède à Mohammed Tantaoui en 2010 au poste d'imam de la mosquée Al-Azhar. Nommé par le président Hosni Moubarak suivant un règlement institué par Nasser, il lance plusieurs réformes dans son université, avec une place plus grande laissée aux différentes traditions théologiques musulmanes. Mais dès 2011, l'insurrection de janvier-février 2011 l’amène à redéfinir la mission de son poste et son institution.
Ne soutenant pas l'opposition à Moubarak dans les jours qui précèdent sa chute, il doit faire face aux accusations sur la légitimité de son poste, notamment des Frères musulmans qui avaient été écartés des postes de l'institution et représentent alors la principale force politique. Une des premières mesures est d'abolir la nomination de l'imam d'Al-Azhar par le président qu'il fait entériner par le pouvoir militaire de transition quelques jours avant l'entrée en fonction de la nouvelle assemblée constituante. La mesure vise autant à rendre à l'université l'indépendance d'avant 1961 qu'à contrer le pouvoir politique à venir, dominée par les Frères musulmans et les salafistes.
L'université émet sous son autorité deux déclarations durant cette période de transition : la première promeut un État-nation « moderne » et « démocratique » en soulignant la nécessité d'une constitution (basée sur la charia), d'une séparation des pouvoirs et de l'égalité des citoyens devant la loi. En janvier 2011, une seconde déclaration insiste sur la liberté d'expression, de croyance, de création et de recherche scientifique. Ces deux déclarations visent à faire contrepoids aux déclarations à caractères théocratiques qui se libèrent alors, après des décennies d'interdiction des partis religieux.
Le 23 mai 2016, une rencontre historique a eu lieu au Vatican entre Ahmed el-Tayeb et le pape François,. À cette visite répond le 28 avril 2017 celle du pape à l'université al-Azhar.
Le 4 février 2019, Ahmed el-Tayeb a de nouveau rencontré le pape François à Abou Dabi et a signé avec lui un « document sur la fraternité humaine pour la paix dans le monde et la coexistence commune ». Ce texte a par la suite inspiré la résolution des Nations unies qui a désigné le 4 février comme la Journée internationale de la fraternité humaine,.

## Œuvres
- Traduction en arabe de Le Sceau des Saints dans La Doctrine d'Ibn Arabi de Michel Chodkiewicz sous le titre Al- Wilaya wa Al-Nubua Inda Al Sheikh Mohy El-Din Ibn Arabi, Dar Al-Quba Al-Zarka, Marrakech, Maroc, 1998.
- Traduction en arabe de l'Histoire et classification de l’œuvre d’Ibn Arabi d'Osman Yahia sous le titre Malafat Ibn Arabi :Tarikuha wa Tasnifuha, 1992, Le Caire, éd. de l’agence égyptienne générale du livre, 2001.
- Introduction à la traduction de Concordance et indices de la tradition musulmane de Arent Jan Wensinck sous le titre Al-Mu'jam AI-Mufahras li Alfaz AlL-Hadith Al-Nabawi, Université du Qatar, Doha, 1998.

## Sources
- (de) Cet article est partiellement ou en totalité issu de l’article de Wikipédia en allemand intitulé « Ahmad Mohammad al-Tayyeb » (voir la liste des auteurs).
- Article d'Almasryalyoum, 31 janvier 2011